# جوزيف د. مودي
جوزيف د. مودي (بالإنجليزية: Joseph D. Moody)‏ هو مؤرخ وطبيب أسنان أمريكي، ولد في 14 نوفمبر 1841، وتوفي في 17 نوفمبر 1909.